# Aeroportul N'dalatando
Aeroportul N'dalatando (IATA: NDF) este un aeroport din Provincia Cuanza Norte, Angola ce deservește zona N'dalatando. A fost numit după zona deservită.
Situat la o altitudine de 818 m, aeroportul dispune de o singură pistă.